# أريانا ماري
اريانا ماري (بالإنجليزية: Ariana Marie)‏ هي ممثلة إباحية وعارضة كاميرا ويب وراقصة أمريكية، ولدت في 13 أبريل 1993 في مدينة دالاس بولاية تكساس الأمريكية.

## روابط أضافية
- اريانا ماري على موقع IMDb (الإنجليزية)
- اريانا ماري على موقع قاعدة بيانات الفيلم (الإنجليزية)
- اريانا ماري على موقع ليتربوكسد (الإنجليزية)
- اريانا ماري على موقع كينوبويسك (الروسية)